# Список об'єктів Світової спадщини ЮНЕСКО у Домініці
В списку об'єктів Світової спадщини ЮНЕСКО у Домініці налічується 1 найменування (станом на 2011 рік).
| № | Зображення | Назва                             | Місцеположення | Час створення | Час внесення до списку | №                                                  | Критерії |
| - | ---------- | --------------------------------- | -------------- | ------------- | ---------------------- | -------------------------------------------------- | -------- |
| 1 |            | Національний парк Морн-Труа-Пітон | —              | —             | 1997                   | 814 [Архівовано 24 грудня 2018 у Wayback Machine.] | ix, x    |